# One way wind (single)
One way wind is een lied geschreven door Arnold Mühren. Hij schreef het voor zijn band The Cats. Mühren deed zijn inspiratie voor dit lied op tijdens een tournee door Suriname en de Nederlandse Antillen, toen hij voor het eerst waaibomen zag die met de wind meegroeien.

## The Cats
The Cats brachten het uit in de zomer van 1971. Het werd uiteindelijk hun meest verkochte plaat, terwijl de single niet de eerste plaats in de Nederlandse en Belgische hitparade haalde. Alleen al in Duitsland werden er meer dan een miljoen exemplaren van de single verkocht, waardoor het de Gouden Hond opleverde. Alleen in Nederland werden van de single 130.000 exemplaren verkocht. Het nummer werd voor het eerst uitgebracht op de gelijknamige elpee en later nog verschillende malen op verzamelalbums.
Op de B-kant van de single verscheen het nummer Country woman dat werd geschreven door Piet Veerman. Later verscheen Country woman ook nog als B-kant van de single Hard to be friends die werd geproduceerd door de Amerikaan Al Capps.

## Coverversies
Al vrij snel nadat The Cats er in Nederland en België een grote hit mee hadden gescoord namen andere artiesten het als cover op. Daarbij werd de titel aangepast naar hun land van herkomst:
- Duits: Katja Ebstein en Mark Lorenz zongen de versie Abendwind, die ook al door Piet Veerman werd vertolkt
- Duits: Chanice Joy, Die Flippers en Oswald Sattler zongen de versie Sommerwind
- Duits: The Cats zongen onder One way wind al een Duitse versie
- Zweeds: Havets vind werd gezongen door diverse artiesten; net als När en vind drar förbi
- Fins: Ikuinen tuuli
- Noors: Vind fra vest
- Tsjechisch: Karel Gott zong Se mnou vitr rád si brouká
- Afrikaans:  Gerrie Pretorius Westewind
- Nederlands/Vlaams: Westenwind (Dana Winner), Windekind (Ann Christy, ook 1971), Texelstroom en Zuidenwind (Frans Bauer en Marianne Weber)
- Instrumentale versies zijn er van Klaus Wunderlich en het orkest van Anthony Ventura

Verder brachten The Cats onder dezelfde naam in 1972 nog een Duitstalige versie uit op de elpee Katzen-spiele. De tekst ervan werd geschreven door Otto Maske, een pseudoniem van John Möring. De Argentijnse single (met dit nummer als Viento sin regreso op de B-kant, 1971) werd in het Engels gezongen.
Alles bij elkaar werd het nummer ongeveer 150 maal gecoverd.

### Hitnotering

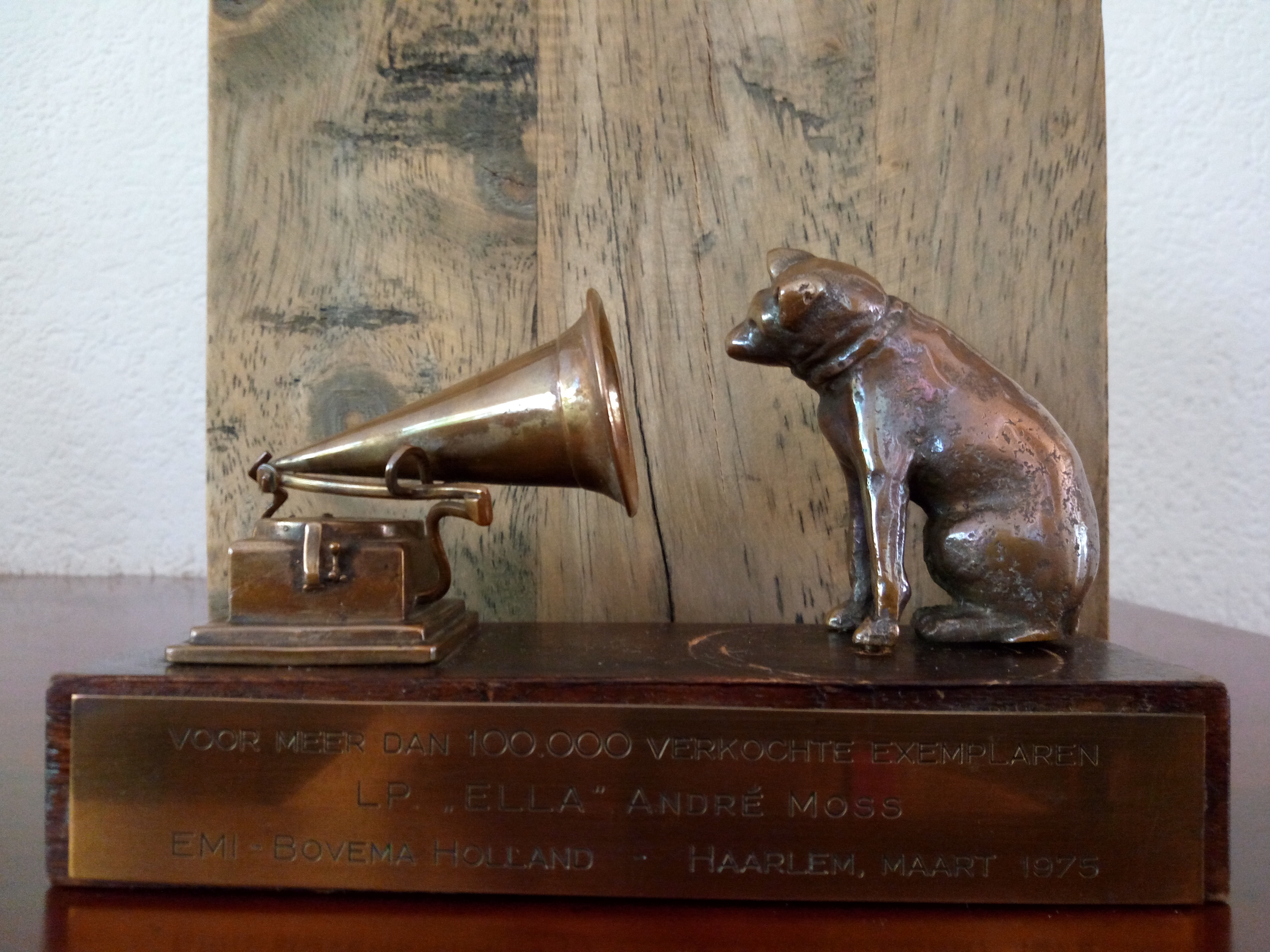
Gouden Hond voor de verkoop van één miljoen exemplaren in Duitsland

In de veertien weken dat One way wind in de Nederlandse Top 40 stond, behaalde het de derde positie. De single behaalde de eerste plaats in de Zwitserse hitlijsten en scoorde verder hoog in de buurlanden, met een vierde plaats in zowel België als Duitsland. De single werd in 38 landen uitgebracht en behaalde zowel in Nederland als verschillende andere landen  goud.
Het lied kwam op nummer 9 van de Volendammer Top 1000, een hitlijst die in 2013 werd samengesteld door een groot aantal lokale radio- en televisiestations in Noord-Holland.

#### Nederlandse Top 40
Voordat het deze lijst bereikte was het alarmschijf.
| Positie: | 16 | 4 | 3 | 4 | 3 | 3 | 3 | 4 | 9 | 14 | 21 | 28 | 28 | 31 | uit |

#### NederlandseDaverende 30
| Positie: | 20 | 9 | 3 | 3 | 6 | 6 | 5 | 5 | 6 | 12 | 22 | 23 | uit |

#### BelgischeBRT Top 30
| Positie: | 20 | 11 | 5 | 5 | 3 | 4 | 7 | 11 | 16 | 19 | 21 | 30 | uit |

#### VlaamseUltratop 30
| Positie: | 16 | 9 | 5 | 5 | 5 | 4 | 7 | 10 | 12 | 15 | 17 | 22 | uit |

#### NPO Radio 2 Top 2000
| Nummer met noteringen in de NPO Radio 2 Top 2000 | '99 | '00 | '01 | '02 | '03 | '04 | '05 | '06 | '07 | '08 | '09 | '10 | '11 | '12 | '13 | '14 | '15 | '16 | '17 | '18 | '19 | '20 | '21 | '22 | '23 | '24 |
| ------------------------------------------------ | --- | --- | --- | --- | --- | --- | --- | --- | --- | --- | --- | --- | --- | --- | --- | --- | --- | --- | --- | --- | --- | --- | --- | --- | --- | --- |
| One way wind                                     | 224 | 198 | 300 | 328 | 282 | 327 | 280 | 217 | 204 | 233 | 298 | 311 | 411 | 596 | 668 | 540 | 691 | 741 | 684 | 760 | 714 | 671 | 628 | 718 | 650 | 654 |

1. ↑  Een vetgedrukt getal geeft de hoogste notering aan.

#### Notering in NPO Radio 5Evergreen Top 1000
| Evergreen Top 1000 "One Way Wind" | Evergreen Top 1000 "One Way Wind" | Evergreen Top 1000 "One Way Wind" | Evergreen Top 1000 "One Way Wind" | Evergreen Top 1000 "One Way Wind" | Evergreen Top 1000 "One Way Wind" | Evergreen Top 1000 "One Way Wind" | Evergreen Top 1000 "One Way Wind" | Evergreen Top 1000 "One Way Wind" | Evergreen Top 1000 "One Way Wind" | Evergreen Top 1000 "One Way Wind" | Evergreen Top 1000 "One Way Wind" | Evergreen Top 1000 "One Way Wind" | Evergreen Top 1000 "One Way Wind" | Evergreen Top 1000 "One Way Wind" | Evergreen Top 1000 "One Way Wind" | Evergreen Top 1000 "One Way Wind" |
| Jaar                              | 2008                              | 2009                              | 2010                              | 2011                              | 2012                              | 2013                              | 2014                              | 2015                              | 2016                              | 2017                              | 2018                              | 2019                              | 2020                              | 2021                              | 2022                              | 2023                              |
| --------------------------------- | --------------------------------- | --------------------------------- | --------------------------------- | --------------------------------- | --------------------------------- | --------------------------------- | --------------------------------- | --------------------------------- | --------------------------------- | --------------------------------- | --------------------------------- | --------------------------------- | --------------------------------- | --------------------------------- | --------------------------------- | --------------------------------- |
| Positie                           | 26                                | 93                                | 29                                | 29                                | 42                                | 9                                 | 8                                 | 6                                 | 15                                | 17                                | 17                                | 12                                | 13                                | 13                                | 13                                | 13                                |